# Cerro Azul (Chilei vulkán)
A Cerro Azul (Sablon:IPA-es, spanyolul: kék hegy), más néven Quizapu, egy aktív rétegvulkán Maule régióban, Chile középső részén, a   Descabezado Grande vulkántól közvetlenül délre. Az Déli Vulkáni Zóna részét képezi az Andok hegyláncon belül, csúcsa 3788 m méterrel magasodik a tengerszint fölé. A hegy tetején vulkáni kráter található, 500 m szélességben és északi irányból nyitva.
A Cerro Azul vulkán volt felelős Dél-Amerikában több nagyobb vulkánkitörésért is, melyek 1846-ban, illetve 1932-ben következtek be. Az 1846-os kitörés során jött létre a Quizapu-kráter, melynek kitörései a Cerro Azul északi részén és lávafolyamokat indított el a vulkán oldalain, melyek lávamezőket hoztak létre a környéken, mintegy 8-9 négyzetkilométer területen.1932-ben, a Quizapu-kráternél környéken a huszadik század egyik legnagyobb vulkánkitörése, amelynek során mintegy 9,5 km³ vulkáni hamu került a levegőbe. A vulkán legutóbbi kitörése 1967-ben volt.
Az Déli Vulkáni Zóna hosszú múlttal rendelkezik a kitörések terén és fenyegetést jelent a környező régióra. Bármilyen vulkáni tevékenység—a kisebb vulkáni hamuesőktől kezdve a  piroklaszt árig—jelentős veszélyt teremthet a helyi lakosság és élővilág számára. Jelenlegi inaktivitásának ellenére, a Cerro Azul vulkánnál továbbra is fennáll a veszélye annak, hogy nagy erejű vulkánkitörést produkáljon; ezért, ha az megtörténne, akkor a mentési munkálatokat gyorsan el kellene kezdeni. Az olyan mentőcsapatok, mint amilyen a Volcano Disaster Assistance Program (VDAP) felkészültek arra, hogy hatékonyan evakuálják az embereket, segítséget tudjanak nyújtani a bajba jutott embertársaiknak, valamint kimentsék azokat, akiket fenyegetnek a vulkáni kitörések.

## Elhelyezkedése

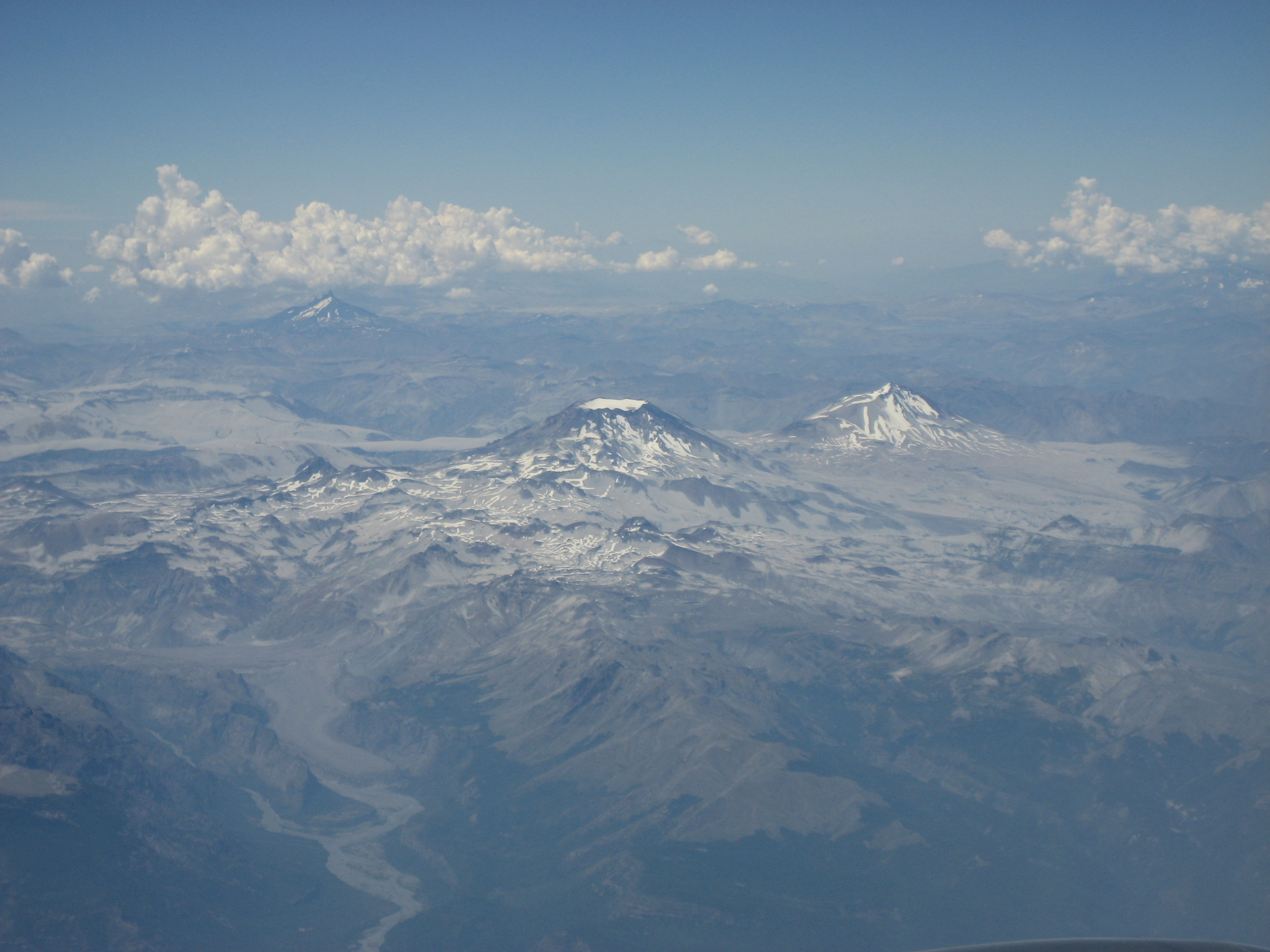
A kép közepén a csonka tetejű Descabezado Grande vulkán, míg a közelében a piramis alakú Cerro Azul látható.

A Cerro Azul vulkán a Déli Vulkáni Zóna részét képezi, ami Chile nyugati és középső részén keresztül húzódik és Argentína irányában folytatódik. Ezen a területen található Chile  vulkanikus hegységeiből legalább kilenc kaldera komplexum, valamint több, mint 70 darab az ország rétegvulkánjai és vulkáni mezői közül, melyek a negyedidőszak során valaha is aktívak voltak és százával találhatóak itt kitörési központok. A Déli Vulkáni Zóna Chile legaktívabb vulkánosság által érintett régiója, ami évente minimum egy vulkánkitörést produkál. Legnagyobb történelmi kitörését a Quizapu kráter produkálta, amely a Cerro Azultól észak felé helyezkedik el és legaktívabb vulkánjai a Llaima és a Villarrica.
A Cerro Azul mindössze 7 km-re délre található a Descabezado Grande vulkántól, ezért a Descabezado Grande–Cerro Azul kitörési rendszer részét képezi, ami egy vulkanikus mező, amely a két névadó vulkánból, valamint számos kisebb kürtőből, nyílásokból áll, ide értve 12 darab újkori kalderát is.
Mindkettő vulkán a Casitas pajzson helyezkedik el, ami egy fennsík, amelyet több, mint száz lávafolyam kitörései építettek fel, melyek legalább tizenkét alkalom során következtek be a negyedidőszakban. A felső lávarétegek mintegy 340 000 évesek.
Akárcsak az Andok nagyobb vulkánjainak többsége, a Cerro Azul is egy rétegvulkán, ami azt jelenti, hogy szerkezetét több kitörés során egymásra rakódott vulkanikus láva, törmelékek és egyéb kilövellt vulkáni anyagok rétegei alkotják.

## Éghajlat és növényzet
A Cerro Azul a mediterrán éghajlati övezetbe tartozik, melyet meleg, száraz nyarak, viszont enyhe és nedves telek jellemeznek. A hőmérsékleti értékek és a csapadékmennyiség erősen függnek a domborzattól. Az éves maximum hőmérsékleti értékek az Andokban 20-25 °C fok közt mozognak, míg a legalacsonyabb hőmérsékleti értékek 0 fok alatt alakulnak. Az éves csapadékmennyiség 800 mm is lehet.
Az andoki növényzet a tengerszint feletti magasság alapján övezetekre tagolódik. 1,600 méter fölött a hegyoldalak alpesi éghajlattal rendelkeznek, ahol a hegyoldalakat alpesi-szerű  sztyepp borítja, míg lentebb különböző erőtípusok, valamint a matorral növényzete alkot a magasságnak megfelelő öveket. Az itt élő növényfajok száma meghaladhatja akár a 2000 darabot is, bár egyelőre még nem készültek átfogó tanulmányok Közép-Chile vegetációjáról.

## Kitörései
A Cerro Azul kitöréseinek története egészen 1846-ig nyúlik vissza. E nagy erejű kitörések nyomán több alkalommal figyeltek meg a vulkán oldalában végigfutó piroklaszt árakat. A legkorábbi ismertté vált kitörés 1846. november 26-án kezdődött, míg a vulkán legutóbbi kitörése 1967. augusztus 9-én kezdődött. A vulkán Dél-Amerika történetének két legnagyobb vulkánkitöréséért felel, melyek 1846-ban, illetve 1932-ben voltak. Mindkét esetben 4-5 köbkilométernyi magma lökődött ki a felszínre.

### Első feljegyzett aktivitása 1846-ban
1846. november 26-án, a Cerro Azul vulkán kitört. Ez volt e vulkán első ismertté vált és feljegyzett kitörése, melyet nem előzött meg füstölgés. Azon az éjjelen két pásztor folyamatos morajlást hallott, melyet nagyobb robbanások dörejei szakítottak meg, melyek olyanok voltak, mintha hatalmas sziklák indultak volna meg a hegyoldalon. Villámlás és mennydörgés kísérte a látványt. Több kékes színű lángot láttak és kénes gázok fojtogatták őket. Talcában is hallották a vulkán zaját, a kitöréstől mintegy 85 km-rel távolabb, és a kénes gázok a kitörést követő napon már el is értek a városig. A beszámolók egyike sem említ földrengéseket, vagy hamuesőt, bár a dübörgések és ütődések hangjait okozhatták lávadugók.
November 28-ára a vulkán megnyugodni látszott és a pásztorok visszatértek a vulkáni aktivitás első megfigyelésének helyszínére. A láva még mindig forró volt, füstölgött és gázok szabadultak fel belőle, lángok kíséretében. Ignacy Domeyko a vulkáni tevékenységtől lenyűgözve, Chilébe utazott, hogy tanulmányozhassa a lávamezőt, amelynek területét mintegy 8-9 négyzetkilométeresnek találta. 1992-re a lávamezők mérete megduplázódott.

## További kitörésekre való felkészülés
Ha a Cerro Azul kitörne, akkor szükségessé válna a mentési munkálatok szakszerű irányítása.A Volcanic Disaster Assistance Program magyarul: Vulkáni Katasztrófában Segítő Program (VDAP) akkor alakult, amikor az Armerói katasztrófa történt Kolumbiában a Nevado del Ruiz vulkán kitörésekor, valamint segített a Mount Hudson vulkán 1991-es kitörésekor Chilében. A csapat szerint céljuk az, hogy csökkentsék a kitörés okozta halálos áldozatok számát és a gazdasági veszteségeket a fejlődő országokban.
A Cascades Volcano Observatory; CVO, egy olyan csapat, amelyik fel van szerelve olyan eszközökkel, melyek alkalmasak bármely vulkán megfigyelésére, monitorozására. Ezen felszerelések biztosítják számukra azt, hogy hatékonyan és gyorsan előrejelezzék a vulkánkitöréseket és evakuálni tudják kellő időben a közeli településekről az embereket.

## Fordítás
Ez a szócikk részben vagy egészben  a   Cerro Azul (Chile volcano) című angol Wikipédia-szócikk ezen változatának fordításán alapul.  Az eredeti cikk szerkesztőit annak laptörténete sorolja fel. Ez a jelzés csupán a megfogalmazás eredetét és a szerzői jogokat jelzi, nem szolgál a cikkben szereplő információk forrásmegjelöléseként.

## Bibliográfia
- (1992) „Volcán Quizapu, Chilean Andes”. Bulletin of Volcanology 54 (2), 93–125. o. DOI:10.1007/BF00278002. Isopach mapping of the volcanic deposits, between 5–1 centimeter (2,0–0,4 in), contradict 1930 estimates by about half.
- szerk.: Moreno, Teresa: 5. Chilean Volcanoes, Geology of Chile. London, United Kingdom: Geological Society of London, 149–180. o. (2007). ISBN 978-1-86239-219-9